# Skanlux Byggefirma A/S
Skanlux Byggefirma er en dansk virksomhed, som bygger arkitekttegnede sommerhuse og større sommerhuse tilpasset til udlejning. Skanlux Byggefirma fokuserer særligt på sommerhuse i luksusklassen, der foruden mange sovepladser rummer pool, spa, sauna mv.  
Skanlux Byggefirma er en del af Skanlux Group, som også omfatter udlejningsbureauet VillaVilla, Entreprenørfirmaet Morcon samt Skanlux Totalbyg, som opfører rækkehuse.

## Historie
Virksomheden blev i 2002 grundlagt af Jakob Nautrup og Bjørn Krogh Andersen, og den har siden opført flere tusinde sommerhuse.   Skanlux Byggefirma byggede også i mange år helårshuse, men virksomheden valgte i 2022 at lukke det forretningsben for i stedet for at fokusere på luksussommerhuse.